# Joannie Rochette
Joannie Rochette (Montréal, 13 gennaio 1986) è un'ex pattinatrice artistica su ghiaccio canadese medaglia di bronzo alle Olimpiadi di Vancouver 2010 e vicecampionessa del mondo ai Mondiali di Los Angeles 2009.

## Biografia
Campionessa canadese nella categoria novizi, nel 2001 Rochette ha debuttato al Grand Prix juniores. L'anno successivo partecipa anche ai campionati mondiali juniores dove si piazza all'ottavo posto. Ai suoi secondi Mondiali juniores arriva quinta, mentre a partire dalla stagione 2002-03 inizia a gareggiare a livello senior.
Vince la medaglia di bronzo alla Finale Grand Prix 2004–05 e successivamente partecipa alle Olimpiadi di Torino 2006 classificandosi quinta. Durante il quadriennio seguente colleziona una medaglia di bronzo e due argenti ai Campionati dei Quattro continenti, oltre alla medaglia d'argento vinta ai campionati mondiali di Los Angeles 2009 dietro la sudcoreana Yuna Kim e davanti alla giapponese Miki Andō superata di 0,91 punti.
La partecipazione di Rochette alle Olimpiadi di Vancouver 2010 viene funestata dall'improvvisa scomparsa della madre Thérèse che, recatasi a Vancouver due giorni prima dell'inizio del programma corto di pattinaggio per assistere alla gara della figlia, muore a causa di un attacco cardiaco all'età di 55 anni. Rochette decide di continuare la competizione in onore della madre, che la iniziò al pattinaggio all'età di soli due anni, piazzandosi al terzo posto, posizione poi mantenuta anche dopo il programma libero. Durante la cerimonia funebre della madre ha riposto la medaglia di bronzo sopra la sua bara.
Nel 2016 Rochette intraprende gli studi in medicina presso l'Università McGill.

## Palmarès
GP: Grand Prix; JGP: Junior Grand Prix
| Internazionali                      | Internazionali | Internazionali | Internazionali | Internazionali | Internazionali | Internazionali | Internazionali | Internazionali | Internazionali | Internazionali | Internazionali | Internazionali |
| Evento                              | 98–99          | 99–00          | 00–01          | 01–02          | 02–03          | 03–04          | 04–05          | 05–06          | 06–07          | 07–08          | 08–09          | 09–10          |
| ----------------------------------- | -------------- | -------------- | -------------- | -------------- | -------------- | -------------- | -------------- | -------------- | -------------- | -------------- | -------------- | -------------- |
| Giochi olimpici invernali           |                |                |                |                |                |                |                | 5°             |                |                |                | 3°             |
| Campionati mondiali                 |                |                |                |                | 17°            | 8°             | 11°            | 7°             | 10°            | 5°             | 2°             |                |
| Campionati dei Quattro continenti   |                |                |                | 9°             | 8°             | 4°             |                |                | 3°             | 2°             | 2°             |                |
| GP Finale                           |                |                |                |                |                |                | 3°             |                |                |                | 4°             | 5°             |
| GP Trophée Eric Bompard             |                |                |                |                |                |                | 1°             | 4°             | 4°             |                | 1°             |                |
| GP Cup of China                     |                |                |                |                |                |                | 3°             |                |                |                |                | 3°             |
| GP Cup of Russia                    |                |                |                |                |                | 4°             |                |                |                | 3°             |                |                |
| GP Skate Canada                     |                |                |                |                |                | 10°            |                | 2°             | 1°             | 3°             | 1°             | 1°             |
| Bofrost Cup                         |                |                |                |                |                | 1°             |                |                |                |                |                |                |
| Internazionali: Junior              |                |                |                |                |                |                |                |                |                |                |                |                |
| Campionati mondiali                 |                |                | 8°             | 5°             |                |                |                |                |                |                |                |                |
| JGP Francia                         |                |                | 5°             |                |                |                |                |                |                |                |                |                |
| JGP Italia                          |                |                |                | 3°             |                |                |                |                |                |                |                |                |
| JGP Messico                         |                |                | 4°             |                |                |                |                |                |                |                |                |                |
| JGP Polonia                         |                |                |                | 5°             |                |                |                |                |                |                |                |                |
| Mladost Trophy                      |                | 1° N.          |                |                |                |                |                |                |                |                |                |                |
| Nazionali                           |                |                |                |                |                |                |                |                |                |                |                |                |
| Campionati canadesi                 | 15° N.         | 1° N.          | 1° J.          | 3°             | 2°             | 2°             | 1°             | 1°             | 1°             | 1°             | 1°             | 1°             |
| Categoria: N. = Novice; J. = Junior |                |                |                |                |                |                |                |                |                |                |                |                |

| Eventi a squadre                                                                                            | Eventi a squadre | Eventi a squadre | Eventi a squadre | Eventi a squadre | Eventi a squadre | Eventi a squadre | Eventi a squadre |
| Evento | 05–06            | 06–07            | 08–09            | 09–10            | 10–11            | 11–12            | 13–14            |
| --- | ---------------- | ---------------- | ---------------- | ---------------- | ---------------- | ---------------- | ---------------- |
| World Team Trophy                                                                                           |                  |                  | 2° S 2° P        |                  |                  |                  |                  |
| Japan Open                                                                                                  | 2° S 2° P        | 3° S 3° P        |                  | 2° S 1° P        | 2° S 1° P        | 1° S 2° P        | 2° S 2° P        |
| S: Risultato della squadra; P: Risultato personale. Medaglie assegnate solo per il risultato della squadra. |                  |                  |                  |                  |                  |                  |                  |